# Survivor: Heroes Vs. Villains
Survivor: Heroes vs. Villains es la vigésima temporada del reality show estadounidense de supervivencia Survivor, transmitido por la cadena CBS. Es la cuarta temporada en contener concursantes previos, y la segunda en tener un elenco compuesto enteramente de concursantes previos. El espectáculo se comenzó a filmar el 9 de agosto de 2009 y terminó el 16 de setiembre de 2009. La temporada fue filmada en la isla de Upolu, Samoa, en el pacífico sur. El programa fue lanzado en DVD el 22 de febrero de 2011.
Los veinte concursantes fueron separados inicialmente en dos tribus sobre la base de su reputación en sus temporadas anteriores. Cuando diez jugadores quedaron, los concursantes se fusionaron en una sola tribu, llamada Yin Yang. Después de 39 días de competición, Sandra Diaz-Twine se convirtió en la primera jugadora en ganar la competencia dos veces, derrotando a Parvati Shallow y Russell Hantz en una votación 6-3-0 por el jurado.

## Concursantes
Los veinte concursantes fueron divididos en dos tribus sobre la base de su reputación en sus temporadas anteriores. La tribu de los Héroes estaba formada por 10 de los concursantes más heroicos de la serie, mientras que la tribu de los Villanos estaba formada por 10 de los concursantes más malvados de la serie. Cuando diez concursantes fueron eliminados, con los últimos dos formando parte del jurado, las tribus se fusionaron para formar una tribu llamada Yin Yang. Nueve concursantes formaron el jurado, quienes decidieron quien se convertiría en el ganador. 
Debido a que Survivor: Samoa no había sido transmitida antes de la filmación, los otros jugadores no pudieron presenciar las estrategias de Russell Hantz ni tuvieron información acerca de ellas; sin embargo, a los jugadores se les dijo por la producción que Russell es uno de los villanos más notorios del programa.
| Concursante                                                                  | Tribu original | Tribu unificada | Resultado final                              | Votos totales |
| ---------------------------------------------------------------------------- | -------------- | --------------- | -------------------------------------------- | ------------- |
| Jessica "Sugar" Kiper 30, Baton Rouge, Luisiana Gabon                        | Héroes         |                 | 1.ª Expulsada Día 3                          | 9             |
| Stephenie LaGrossa 29, Glenolden, Pennsylvania Palau & Guatemala             | Héroes         |                 | 2.ª Expulsada Día 6                          | 6             |
| Randy Bailey 50, Austin, Texas Gabon                                         | Villanos       |                 | 3.° Expulsado Día 8                          | 9             |
| Cirie Fields 39, Jersey City, New Jersey Panama & Micronesia                 | Héroes         |                 | 4.ª Expulsada Día 11                         | 3             |
| Tom Westman 45, Long Island, New York Palau                                  | Héroes         |                 | 5.° Expulsado Día 14                         | 7             |
| Tyson Apostol 30, Lindon, Utah Tocantins                                     | Villanos       |                 | 6.° Expulsado Día 15                         | 3             |
| James Clement 32, Lafayette, Luisiana China & Micronesia                     | Héroes         |                 | 7.° Expulsado Día 15                         | 7             |
| Rob Mariano 33, Boston, Massachusetts Marquesas & All-Stars                  | Villanos       |                 | 8.° Expulsado Día 18                         | 5             |
| Benjamin "Coach" Wade 38, Susanville, California Tocantins                   | Villanos       |                 | 9.° Expulsado 1.º miembro del Jurado Día 21  | 4             |
| Courtney Yates 28, Boston, Massachusetts China                               | Villanos       |                 | 10.ª Expulsada 2.º miembro del Jurado Día 24 | 9             |
| James "J.T." Thomas, Jr. 25, Samson, Alabama Tocantins                       | Héroes         | Yin Yang        | 11.° Expulsado 3.º miembro del Jurado Día 27 | 5             |
| Amanda Kimmel 24, Kalispell, Montana China & Micronesia                      | Héroes         | Yin Yang        | 12.ª Expulsada 4.º miembro del Jurado Día 30 | 10            |
| Candice Woodcock 26, Fayetteville, Carolina del Norte Cook Islands           | Héroes         | Yin Yang        | 13.ª Expulsada 5.º miembro del Jurado Día 31 | 5             |
| Danielle DiLorenzo 28, Boston, Massachusetts Panama                          | Villanos       | Yin Yang        | 14.ª Expulsada 6.º miembro del Jurado Día 33 | 4             |
| Rupert Boneham 45, Indianápolis, Indiana Pearl Islands & All-Stars           | Héroes         | Yin Yang        | 15.° Expulsado 7.º miembro del Jurado Día 36 | 10            |
| Colby Donaldson 35, Christoval, Texas The Australian Outback & All-Stars     | Héroes         | Yin Yang        | 16.° Expulsado 8.º miembro del Jurado Día 37 | 8             |
| Jerri Manthey 38, Los Ángeles, California The Australian Outback & All-Stars | Villanos       | Yin Yang        | 17.ª Expulsada 9.º miembro del Jurado Día 38 | 9             |
| Russell Hantz 37, Dayton, Texas Samoa                                        | Villanos       | Yin Yang        | 3.º Lugar                                    | 6             |
| Parvati Shallow 26, Atlanta, Georgie Cook Islands & Micronesia               | Villanos       | Yin Yang        | 2.º Lugar                                    | 8             |
| Sandra Diaz-Twine 35, Stamford, Connecticut Pearl Islands                    | Villanos       | Yin Yang        | Único Sobreviviente                          | 3             |

- Datos: Q1068020